# Орча
Орча — река в России, протекает по Селижаровскому и Ржевскому районам Тверской области. Устье реки находится в 3326 км от устья Волги по левому берегу. Длина реки составляет 19 км, площадь водосборного бассейна — 79,8 км².
В честь реки Орчи названа одноимённая деревня — Сухая Орча.

## Данные водного реестра
По данным государственного водного реестра России относится к Верхневолжскому бассейновому округу, водохозяйственный участок реки — Волга от Верхневолжского бейшлота до города Зубцов, без реки Вазуза от истока до Зубцовского гидроузла, речной подбассейн реки — бассейны притоков (Верхней) Волги до Рыбинского водохранилища. Речной бассейн реки — (Верхняя) Волга до Куйбышевского водохранилища (без бассейна Оки).
Код объекта в государственном водном реестре — 08010100412110000000595.